# Jan Hojer

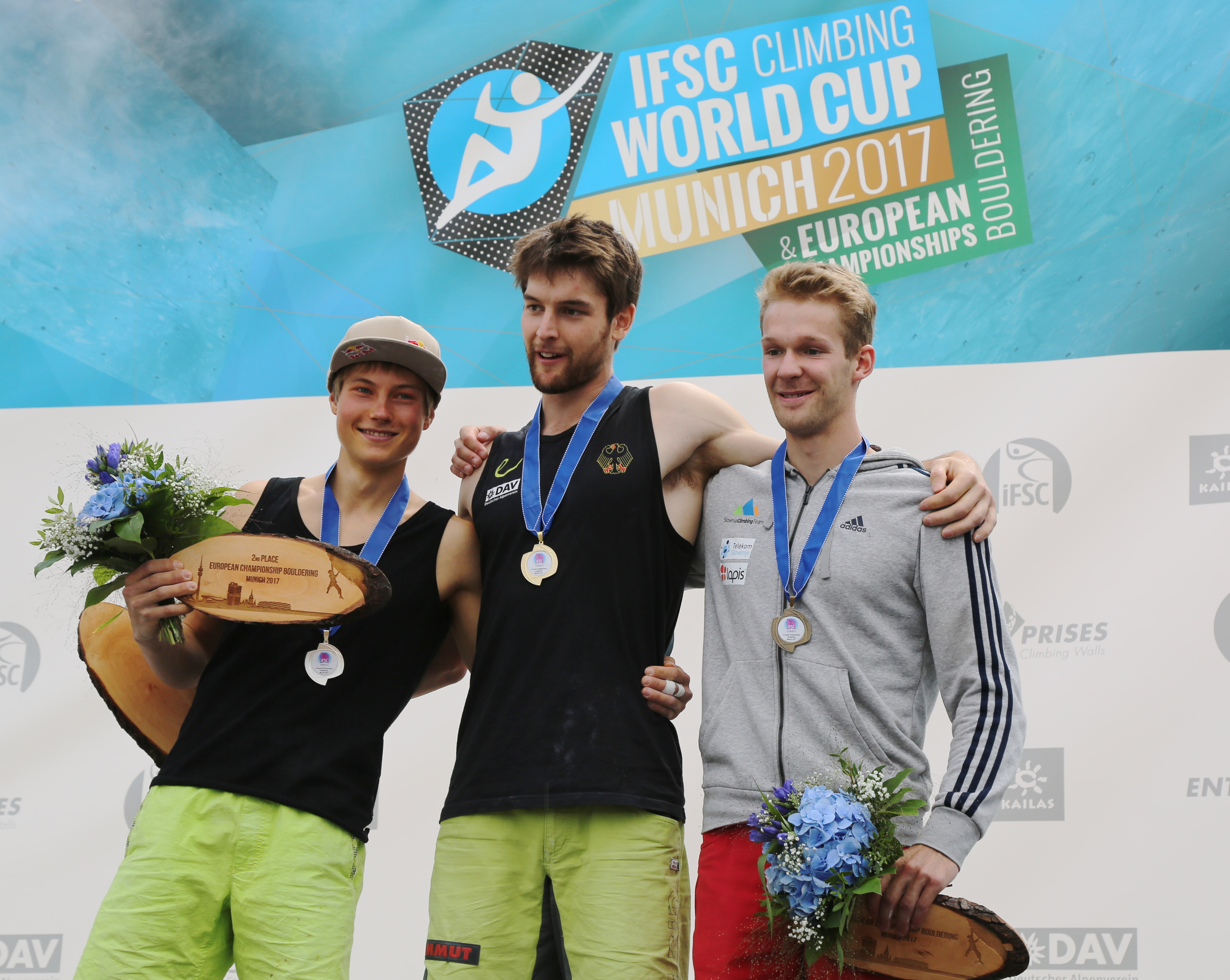
ME 2017. Podium w boulderingu. Od lewej stoją; Alexander Megos (2 m.), Jan Hojer (1 m.) oraz Anže Peharc (3 m.)

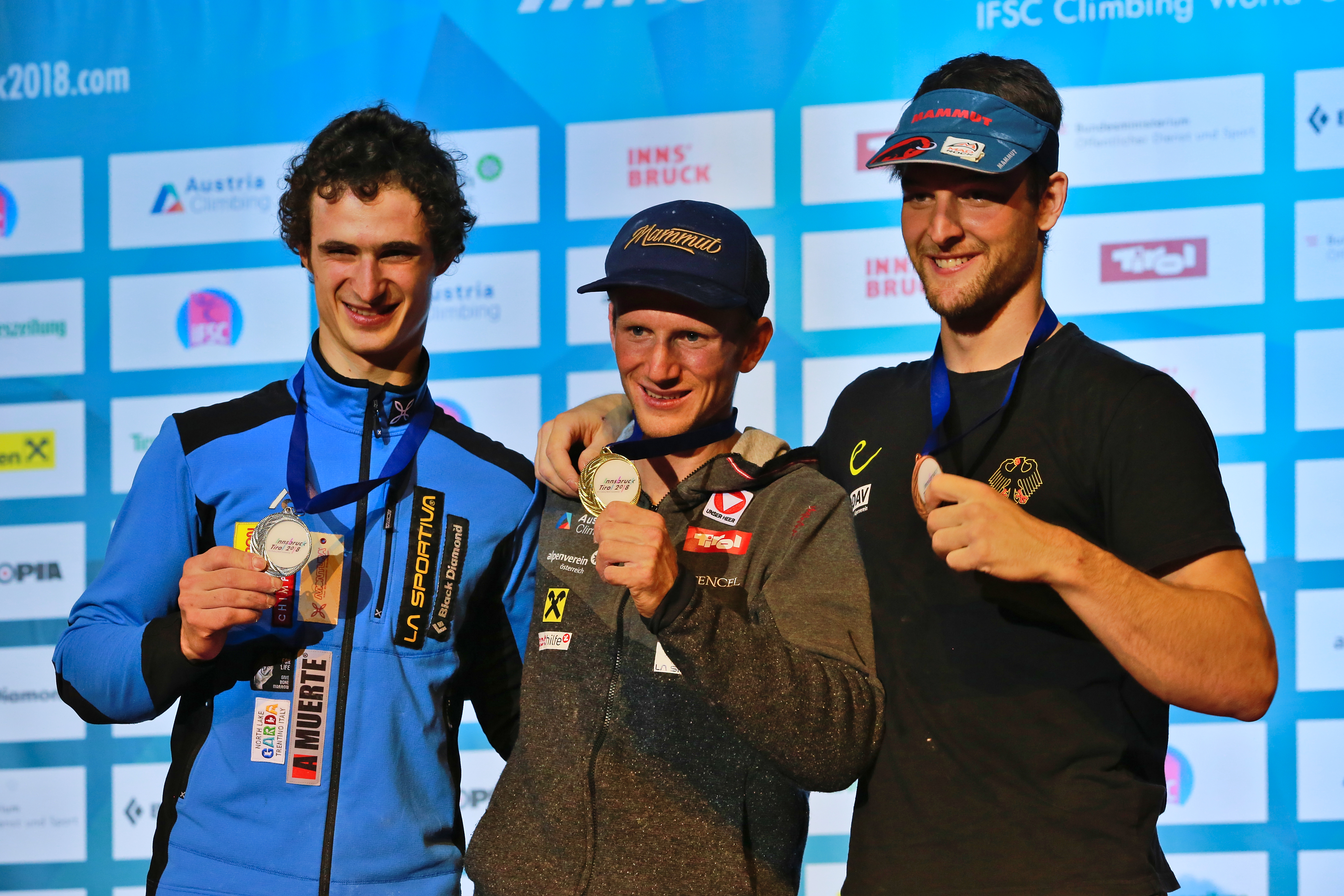
MŚ 2018 Innsbruck. Podium wsp. łącznej. Od lewej; Adam Ondra CZE (2 m.), Jakob Schubert AUT (1 m.) oraz Jan Hojer GER (3 m.)

Jan Hojer (ur. 9 lutego 1992 we Frechen) – niemiecki wspinacz sportowy. Specjalizuje się w boulderingu oraz we wspinaczce łącznej.

## Kariera sportowa
W 2014 podczas mistrzostw świata w Gijón został wicemistrzem w konkurencji wspinaczki łącznej, a także zdobył brązowy medal w Monachium w konkurencji boulderingu. W 2019 podczas mistrzostw świata w japońskim Hachiōji zajął 11. miejsce w konkurencji boulderingu, a we wspinaczce łącznej był sklasyfikowany na siedemnastym miejscu, które nie zapewniało bezpośredniego awansu na igrzyska olimpijskie we wspinaczce sportowej. 
 W 2019 roku w Tuluzie na światowych kwalifikacjach do igrzysk olimpijskich zajął piąte miejsce, które zapewniało mu kwalifikacje na IO 2020 w Tokio.
Dwukrotny mistrz Europy we wspinaczce sportowej z Monachium w roku 2017 w boulderingu oraz we wspinaczce łącznej. Wcześniej w 2015 w austriackim Innsbrucku wywalczył na mistrzostwach Europy złoty medal w konkurencji boulderingu.
Uczestnik World Games we Wrocławiu w 2017, gdzie zdobył srebrny medal w boulderingu.
Wielokrotny uczestnik festiwalu wspinaczkowego Rock Master, który corocznie odbywa się na słynnych ścianach wspinaczkowych w Arco, gdzie był zapraszany przez organizatora zawodów. W 2018 roku w tych zawodach wspinaczkowych zajął 24. miejsce w prowadzeniu.

## Osiągnięcia

### Mistrzostwa świata
| Konkurencje       | 2009 | 2011 | 2012 | 2014 | 2016  | 2018 | 2019 |
| Bouldering        | 39   | 46   | 5    | 3    | 27-28 | 9    | 11   |
| Prowadzenie       | 30   | —    | —    | 30   | —     | 29   | 33   |
| Wsp. na czas      | —    | —    | —    | 30   | —     | 33   | 35   |
| Wspinaczka łączna | —    | —    | —    | 2    | —     | 3    | 17   |

### Mistrzostwa Europy
| Konkurencje       | 2010 | 2013  | 2015 | 2017 | 2019 |
| Bouldering        | —    | 20-21 | 1    | 1    | —    |
| Prowadzenie       | 41   | —     | —    | 21   | —    |
| Wsp. na czas      | —    | —     | —    | 23   | —    |
| Wspinaczka łączna | —    | —     | —    | 1    | —    |

### World Games
| Konkurencje | 2017 |
| Bouldering  | 2    |

### Rock Master
| Konkurencje  | 2017 | 2018 |
| Prowadzenie  | 44   | 24   |
| Wsp. na czas | —    | 39   |